# Oswald Duch
Oswald Duch (* 16. Juli 1918; † 25. Januar 2000) war ein Flottillenadmiral der Bundesmarine und zuletzt von 1973 bis 1978 Admiral der Marineausbildung.

## Dienst in der Kriegsmarine
Oswald Duch trat 1937 als Offizieranwärter der Crew IV/37 (auch als Crew 37a bezeichnet) in die Kriegsmarine ein. Er diente auf Minensuchbooten und wurde als Oberleutnant zur See Kommandant des Räumboots R 43 in der 4. Räumbootsflottille mit Einsatzgebiet Nordsee. In dieser Funktion nahm er im Februar 1942 am Unternehmen Cerberus teil und wurde am 30. April 1942 mit dem Deutschen Kreuz in Gold ausgezeichnet.
Im Oktober 1944 übernahm er als Kapitänleutnant das Kommando über die 16. Räumbootsflottille in den Niederlanden, die aus zwölf Minenräumbooten bestand.

## Nachkriegszeit
Nach der deutschen Kapitulation 1945 blieb die 16. Räumbootsflottille unter der Führung Duchs aktiv. Sie wurde der 5. Minenräumdivision des Deutschen Minenräumdiensts (DMRD) unterstellt und räumte bis Ende 1947 Seeminen vor der niederländischen Küste. 1948 trat Duch in die Nachfolgeorganisation des DRMD, den Minenräumverband Cuxhaven (MRVC), ein und war weiter an der Beseitigung von Seeminen beteiligt.
Bei der Auflösung des MRVC trat er zum neu gegründeten Seegrenzschutz über und bekleidete dort den Dienstgrad eines Kapitänleutnants im BGS. Er führte das Segelschulboot Nordwind und wurde anschließend am 1. September 1953 Kommandant des Begleitschiffs Eider. Im Januar 1954 wurde er als Sachbearbeiter in das Seegrenzschutzreferat im Bundesministerium des Innern versetzt. Im Januar 1956 wurde Duch, noch als Angehöriger des Seegrenzschutzes, in das Bundesministerium für Verteidigung, Abteilung VII (Marine) abgeordnet. Er war dort zuständig für die Überleitung des Seegrenzschutzpersonals, das weitgehend geschlossen in die Bundesmarine überführt werden sollte.

## Dienst in der Bundesmarine
Am 1. Juli 1956 wurde Duch zusammen mit den meisten Angehörigen des Seegrenzschutzes in die Bundesmarine übernommen. Im August 1958 wurde er als Korvettenkapitän vertretungsweise Kommandeur des 1. Minensuchgeschwaders, bevor er im Oktober 1958, nunmehr als Fregattenkapitän, Kommandeur des 5. Minensuchgeschwaders wurde.
Nach weiteren Tätigkeiten wurde Duch als Kapitän zur See Stabsabteilungsleiter I im Führungsstab der Marine in Bonn, zuständig für Innere Führung, Personal und Ausbildung. Am 1. April 1973 wurde Duch unter Beförderung zum Flottillenadmiral Admiral der Offiziers- und Unteroffiziersausbildung der Marine im Marineamt. Als im September 1973 die von ihm geleitete Inspektion im Marineamt aufgelöst wurde und dafür hier eine Abteilung I Ausbildung gebildet wurde, wurde er Leiter der Abteilung und blieb zugleich Admiral der Offiziers- und Unteroffiziersausbildung der Marine. Am 31. März 1978 trat er von dort in den Ruhestand.